# کای (آتشفشان)
کای (به اسپانیایی: Volcán Cay) یک آتشفشان در شیلی است که در استان آیسن واقع شده‌است. کای ۲٬۰۹۰ متر بالاتر از سطح دریا واقع شده‌است.